# Računalni tehničar u strojarstvu
Računalni tehničar u strojarstvu na području Republike Hrvatske, osoba je srednje stručne spreme (SSS) sa završenom četverogodišnjom strojarskom srednjom školom.
Upoznat je sa strojarskom proizvodnom opremom, može vršiti razradu konstrukcijske i proizvodne dokumentacije, proizvodnog procesa, te, unutar pogona, nadgledati proizvodnju. Osim proizvodnje mogu raditi i tehničko održavanje.
U srednjoj školi učenici završavaju i program upravljanja numeričkim strojevima, hidrauličko, elektrohidrauličko, pneumatsko i elektropneumastsko upravljanje, te programiranje PLC uređaja.